# Karol August z Saksonii-Weimar-Eisenach (1844–1894)
Karol August Wilhelm Mikołaj Aleksander Michał Bernard Henryk Fryderyk Stefan von Sachsen-Weimar-Eisenach (ur. 31 lipca 1844 w Weimarze; zm. 20 listopada 1894 w Cap Martin, Francja) – następca tronu Saksonii-Weimar-Eisenach.

## Życiorys

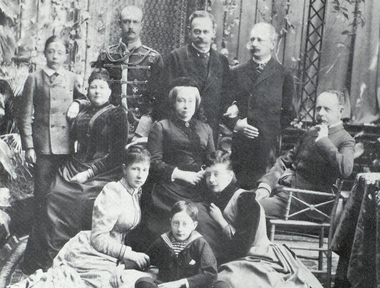
Książę Karol August w górnym rzędzie po prawej

Karol August był jedynym synem wielkiego księcia Karola Aleksandra von Sachsen-Weimar-Eisenach (1818-1901) i jego żony Zofii Oranje-Nassau (1827–1897), córki Wilhelma II, króla Holandii (1792-1849). W latach młodzieńczych często chorował. Studiował na uniwersytecie w Jenie, Heidelbergu i Lipsku. W 1867 roku wstąpił do pruskiego pułku huzarów w Düsseldorfie. 18 stycznia 1871 roku wziął w Wersalu udział w proklamowaniu Wilhelma I na cesarza. Bardzo różnił się od swego charyzmatycznego ojca. Był powściągliwy i wycofany.
Karol August „ukierunkowywał swoje myślenie przede wszystkim na rzeczy realne”, starał się zrozumieć praktyczne zadania państwa we wszystkich dziedzinach, w ich rzeczywistym znaczeniu oraz zasięgał o nich informacji, czy to poprzez oględziny, czy też przez gruntowne zgłębianie dzieł historycznych lub ekonomicznych. „Zajmowały go również potrzeby ludu” a także intensywnie konfrontował się z problemami robotników, których liczba szybko wzrastała w drugiej połowie XIX wieku. Książę w intensywny sposób pozwalał wprowadzać się swoim ministrom i urzędnikom zajmującym kierownicze stanowiska w sprawy państwowe.
W wolnych chwilach dziedziczny wielki książę poświęcał się swoim zbiorom miedziorytów i gabinetowi monet. Ponadto interesował się książęcą biblioteką i nowo wybudowanym archiwum, gdzie często studiował historyczne dokumenty poświęcone historii rodu. Chwalono jego ludowość oraz nieskomplikowane podejście do mieszkańców wielkiego księstwa. Minister Stichling ocenił go, jako tego, „który bezwzględnie jest kimś więcej, niż by się wydawało“.
Dla księcia Karola Augusta życie z młodą rodziną było chyba najszczęśliwszym okresem w jego życiu. Karol August realizował się w nowej roli odpowiedzialnego ojca i miał nadzieję, że wychowa synów na sumiennych i szczęśliwych ludzi“. Aby osiągnąć ten cel, kiedy tylko jego „dzieci przeszły spod opieki kobiecej pod opiekę męską“, opracował obszerne pisma dotyczące ich wychowania. Przyznawał w nich wprawdzie wyraźnie szczególną pozycję Weimaru, domagał się jednak, aby „sztuka i nauka oddziaływała na nich stopniowo”. Za oczywiste uważał on zarówno uczęszczanie do publicznego gimnazjum jak i zajęcia sportowe, jazdę konno, pływanie i szermierkę. W końcu podkreśla on wyraźnie znaczenie nauki tańca, „aby prezentować się w towarzystwie w korzystny sposób. Niepewny tancerz łatwo wzbudza śmiech.“ Wyróżnienie akurat tego punktu, poprzez umieszczenie go na końcu pisma wskazuje na refleksje związane z własnymi bolesnymi doświadczeniem.
Ze względu na przewlekłą chorobę Karol August udał się w 1894 do uzdrowiska Mentona we Francji, które słynęło z korzystnego klimatu dla osób cierpiących na gruźlicę. Podczas pobytu we Francji książę zmarł. Został pochowany ze wszystkimi honorami w królewskiej krypcie w Weimarze. Tytuł następcy przeszedł na jego najstarszego syna Wilhelma Ernesta.

## Małżeństwo i dzieci

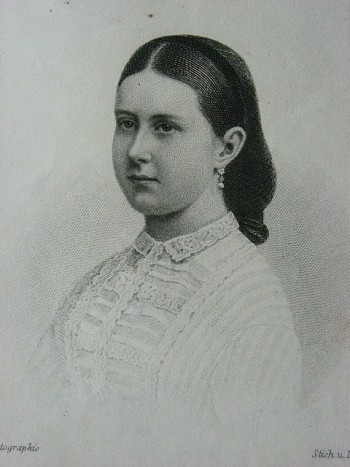
Żona księcia Karola Augusta, ks. Paulina z Saksonii-Weimar-Eisenach

26 sierpnia 1873 roku w Friedrichshafen wielki książę poślubił kuzynkę 2. stopnia, księżniczkę Paulinę Augustę (1852–1904), najstarszą córkę Hermana księcia Saksonii-Weimar-Eisenach (1825–1901) i księżnej Augusty Wirtemberskiej (1826–1898). Para miała dwóch synów:
- Wilhelma Ernesta (1876-1923)

∞ 1903 księżniczka Karolina Reuß zu Greiz (1884–1905)
∞ 1910 księżniczka Feodora z Saksonii-Meiningen (1890–1972)
- Bernarda Henryka (1878-1900)